# Fifth Harmony
Fifth Harmony – amerykański girlsband utworzony w drugim sezonie The X Factor. W skład zespołu wchodziły Ally Brooke Hernandez, Normani Kordei, Dinah Jane Hansen, Lauren Jauregui oraz Camila Cabello do czasu swojego odejścia z zespołu w 2016 roku. Podpisały kontrakt z Syco, którego właścicielem jest Simon Cowell.

## Kariera

### 2012:The X Factor
Zespół Fifth Harmony został utworzony z pięciu wokalistek, które pomyślnie przeszły solowe castingi w drugim sezonie The X Factor USA w 2012 roku, ale odpadły z programu na późniejszych etapach. 27 lipca 2012 roku Simon Cowell na etapie boot campu połączył je w zespół. Początkowo zespół nazywał się „LYLAS” (akronim Love You Like A Sister) jednak okazało się, iż istnieje już grupa pod taką samą nazwą. LYLAS zmieniły nazwę na 1432 (co oznacza I Love You Too). Nazwa została ogłoszona w trakcie pierwszego występu na żywo zespołu 31 października 2012 roku, podczas kiedy zespół wykonał utwór „We Are Never Ever Getting Back Together” z repertuaru Taylor Swift. Simon Cowell oraz L.A. Reid przeciwni byli tej nazwie oraz zaproponowali, aby po raz kolejny zmienić nazwę zespołu. 1 listopada 2012, po występie („Skyscraper”, Demi Lovato), Simon Cowell postanowił dodać zespół do Top 12 oraz zapytać internautów o pomysły na nową nazwę zespołu. Widownia zdecydowała, że odtąd zespół będzie nazywać się „Fifth Harmony”.
Na etapie półfinałów Fifth Harmony wykonały piosenkę Ellie Goulding „Anything Could Happen” oraz piosenkę Shontelle „Impossible” (po raz drugi w programie). Ich występ z „Impossible” zyskał głównie negatywne opinie od jurorów, ponieważ zespół wykonywał tę samą piosenkę podczas przesłuchań w domach jurorskich. Trzy członkinie (Camila, Lauren i Ally) zaśpiewały tę piosenkę płynnie w języku hiszpańskim. W finale zespół wystąpił po raz kolejny z piosenką Ellie Goulding „Anything Could Happen” oraz w duecie z Demi Lovato w jej utworze pod tytułem „Give Your Heart a Break”. Finałową piosenką wieczoru była piosenka „Let It Be” z repertuaru The Beatles.
20 grudnia 2012 odbył się finał amerykańskiej edycji The X Factor, w którym Fifth Harmony zajął 3. miejsce.

### PoThe X Factor
Po zajęciu 3. miejsca w X Factor ich debiutancki singiel „Miss Movin'On” zajął 76. miejsce na amerykańskiej liście Billboard Hot 100 i otrzymał status złotej płyty nadany przez Recording Industry Association of America (RIAA) za ponad 500 000 sprzedanych egzemplarzy. Ich debiutancka EP „Better Together” została wydana w 2013 roku. W pierwszym tygodniu po wydaniu EP zadebiutowało na 6. miejscu na Billboard 200. W 2014 roku Fifth Harmony wygrał nagrodę MTV Artist Artist To Watch na MTV Video Music Awards.
Singiel „BO$$” (2014) oraz „Sledgehammer” (2014) zdobyły złoty certyfikat RIAA za sprzedaż ponad 500 000 egzemplarzy. Ich debiutancki album studyjny „Reflection” został wydany w lutym 2015 roku. Album zadebiutował na piątym miejscu listy Billboard 200, z 80 000 sprzedanych egzemplarzy w pierwszym tygodniu. Album wspiera również pierwszą poważną trasę koncertową grupy Reflection Tour.
Reflection Tour rozpoczęło się 27 lutego 2015 roku w San Francisco. Supportem byli Jasmine V, Jacob Whitesides i Mahogany Lox. Trasa skończyła się 27 marca 2015 roku w Filadelfii. Druga część trasy trwała od 15 lipca do 15 września, a supportem byli Bea Miller, Debby Ryan i Natalie La Rose. 3 czerwca 2015 singiel „Worth It” (trzeci singiel z „Reflection”), z gościnnym udziałem amerykańskiego rapera Kid Ink, uzyskał status platynowej płyty nadany przez RIAA za sprzedaż 1 000 000 egzemplarzy w Stanach Zjednoczonych.
W grudniu 2016 roku z zespołu odeszła Camila Cabello, aby zacząć karierę solową
19 marca 2018 roku zespół oznajmił zawieszenie działalności.

## Dyskografia
Albumy
| Reflection                              | - Data: 30 stycznia 2015 - Wydawca: Epic, Syco | 5 | 8 | 8 | 16 | 28 | 45 | - USA: złota płyta - POL: złota płyta |
| 7/27                                    | - Data: 27 maja 2016 - Wydawca: Epic, Syco     | 4 | 3 | 8 | 8  | 7  | 8  | - USA: złota płyta - POL: złota płyta |
| Fifth Harmony                           | - Data: 25 sierpnia 2017 - Wydawca: Epic, Syco | 4 | 7 | 7 | 9  | 11 | 40 |                                       |
| „–” oznacza, że album nie był notowany. |                                                |   |   |   |    |    |    |                                       |

Single
| „Miss Movin’ On”                               | 2013 | 76 | –  | 27 | –  | –  | –  | - USA: złota płyta                                                            | Better Together      |
| „Boss”                                         | 2014 | 43 | 75 | –  | –  | –  | –  | - USA: platynowa płyta                                                        | Reflection           |
| „Sledgehammer”                                 | 2014 | 40 | 63 | 36 | 88 | –  | –  | - USA: platynowa płyta - CAN: złota płyta                                     | Reflection           |
| „Worth It” (gościnnie: Kid Ink)                | 2015 | 12 | 12 | 31 | 9  | 25 | –  | - USA: 3× platynowa płyta - CAN: 2× platynowa płyta - POL: 2× platynowa płyta | Reflection           |
| „I’m in Love with a Monster”                   | 2015 | –  | –  | –  | –  | –  | –  |                                                                               | Hotel Transylvania 2 |
| „Work from Home” (gościnnie: Ty Dolla Sign)    | 2016 | 4  | 4  | 1  | 3  | 1  | 11 | - USA: 5× platynowa płyta - CAN: 4× platynowa płyta - POL: 2× platynowa płyta | 7/27                 |
| „All in My Head (Flex)” (gościnnie: Fetty Wap) | 2016 | 24 | 21 | 8  | 19 | 42 | –  | - USA: platynowa płyta - CAN: platynowa płyta                                 | 7/27                 |
| „That’s My Girl”                               | 2016 | 73 | 54 | –  | 54 | –  | –  | - USA: złota płyta - POL: złota płyta                                         | 7/27                 |
| „Down” (gościnnie: Gucci Mane)                 | 2017 | 42 | 46 | –  | 66 | 94 | –  | - CAN: złota płyta                                                            | Fifth Harmony        |
| „He Like That”                                 | 2017 | –  | 75 | –  | –  | –  | –  |                                                                               | Fifth Harmony        |
| „–” oznacza, że singel nie był notowany.       |      |    |    |    |    |    |    |                                                                               |                      |

Minialbumy
| Better Together                         | - Data: 13 października 2013 - Wydawca: Epic, Syco | 6   | 18 |
| Juntos                                  | - Data: 8 listopada 2013 - Wydawca: Epic, Syco     | –   | –  |
| Juntos: Acoustic                        | - Data: 8 listopada 2013 - Wydawca: Epic, Syco     | –   | –  |
| Better Together: Acoustic               | - Data: 15 listopada 2013 - Wydawca: Epic, Syco    | 189 | –  |
| Better Together: The Remixes            | - Data: 25 listopada 2013 - Wydawca: Epic, Syco    | –   | –  |
| „–” oznacza, że album nie był notowany. |                                                    |     |    |